# Game of Thrones: A Telltale Games Series
Game of Thrones: A Telltale Games Series est un jeu vidéo épisodique d'aventure graphique en pointer-et-cliquer basé sur l'univers de la série de romans de fantasy Le Trône de fer (A Song of Ice and Fire) de George R. R. Martin et de son adaptation télévisuelle Game of Thrones, sorti en décembre 2014 pour Microsoft Windows, OS X, PlayStation 3, PlayStation 4, Xbox 360, Xbox One, iOS et Android.
Le jeu est développé par Telltale Games et suit le format épisodique utilisé dans d'autres titres de Telltale, tels que The Walking Dead, The Wolf Among Us et Retour vers le futur, où les choix et les actions du joueur influencent les événements ultérieurs à travers six arc-épisodes. L'histoire est centrée autour de la maison nordienne Forrester, propriétaire des ferrugiers (ironwood), dont les membres, y compris les cinq personnages jouables, tentent de sauver leur famille ainsi qu'eux-mêmes après la fin de la guerre des Cinq Rois dont ils sortent perdants. Le jeu comprend des personnages des romans et de la série télévisée ainsi que la voix de leur acteurs.

## Développement
Après que les jeux vidéo antérieurs basés sur ses œuvres ont reçu des réponses en majorité négatives ou des critiques médiocres, George R. R. Martin souhaite que « un jeu Game of Thrones soit fait par un studio qui sait comment créer une histoire passionnante et intéressante »,. Telltale Games a obtenu d'excellentes critiques pour plusieurs de ses jeux d'aventure sous licence, dont leurs séries de jeu vidéo épisodique The Walking Dead et The Wolf Among Us. Le jeu Game of Thrones: A Telltale Games Series est né de discussions internes au sein de Telltale sur les franchises populaires autour desquelles ils souhaitaient développer des jeux, dont Game of Thrones qui reçut beaucoup de soutien, considérant son équivalence émotionnelle avec leur jeu The Walking Dead. Ils se sont approchés de HBO avec le concept, et après un an de négociations, ont réussi à obtenir la licence.
En décembre 2013, Telltale a annoncé le titre Game of Thrones: A Telltale Games Series au VGX de 2013. George R. R. Martin a déclaré que son assistant personnel, Ty Corey Franck, travaillait avec Telltale Games comme un consultant pour l'histoire. Le PDG de Telltale, Don Conners, a expliqué que le jeu ne sera pas une préquelle à la série télévisée, mais que le monde établi et la chronologie de Game of Thrones permettent à Telltale d'explorer des histoires fixes de façon plus approfondie, à l'appel des joueurs.

## Système de jeu
Game of Thrones: A Telltale Games Series est un jeu vidéo épisodique fantasy d'aventure graphique en pointer-et-cliquer, publié en six épisodes suivants le modèle des précédents jeux d'aventure de Telltale. Le joueur est capable de déplacer son personnage autour de certains tableaux, interagissant avec les objets et initiant des conversations avec des personnages non-joueurs. Les choix faits par le joueur influencent les événements dans les futurs épisodes. Le jeu alterne entre les points de vue de cinq personnages différents.
Chaque épisode contient cinq points où le joueur doit prendre une décision importante, choisissant une option parmi les choix disponibles. À partir des serveurs de Telltale, le jeu suit pour chaque option le nombre de joueurs qui l'ont choisie et récapitule à la fin de chaque épisode les cinq options choisies par le joueur et le pourcentage de joueur ayant choisi la même option que lui pour chaque choix, ce qui lui permet de comparer ses choix au reste de la base de joueurs. Le jeu peut être achevé indépendamment des choix qui sont faits dans ces situations ; les principaux événements de l'histoire, comme décrits ci-dessous, continueront indépendamment des choix qui sont faits, mais la présence et le comportement des personnages non-joueurs dans les scènes ultérieures seront touchés par ces choix. Le jeu permet au joueur de faire plusieurs sauvegardes, et comprend une fonction « rembobiner » où le joueur peut retourner en arrière et modifier une décision antérieure, facilitant ainsi l'exploration de choix alternatifs et leur impact sur le déroulement de l'histoire.
Certaines scènes sont plus orientées action, demandant au joueur de répondre à une série de QTE. Ne pas les effectuer correctement peut mettre fin à la scène avec la mort du personnage jouable ou celle d'un autre personnage, mais le jeu redémarrera au dernier checkpoint précédant la scène pour permettre au joueur d'essayer à nouveau. Dans certains cas, l'échec de QTE particuliers aboutit à des décisions de jeu secondaires.

## Synopsis

### Cadre
Le jeu se déroule en parallèle de la série télévisée, il commence à la fin de la troisième saison et se termine juste avant le début de la cinquième. L'histoire se concentre sur la Maison Forrester, une famille hors-canon vis-à-vis de la série télévisée et des romans, bien que le nom de leur Maison soit brièvement mentionné dans le roman A Dance with Dragons. La Maison Forrester est originaire de Ironrath, une forteresse dans le Nord, à Westeros, où ils contrôlent la précieuse forêt de ferrugier (Ironwood dans la version originale), convoitée par beaucoup en raison de l'importance militaire de ce bois spécial,. Le jeu se déroule principalement près du ferrugier, mais aussi dans d'autres endroits sur les continents de Westeros et de Essos.

### Distribution
Au cours du jeu, le joueur contrôle l'un des cinq personnages, membres de la famille ou servant des Forrester, dont des décisions prises par l'un peuvent affecter les autres, et le sort ultime de la Maison. De nombreux personnages originaux jouables et non-jouables ont été créés spécialement pour le jeu qui comprend également des personnages des romans et de la série télévisée, dont l'enregistrement des voix est effectué par les acteurs de la série, ces personnages comprennent Cersei Lannister (Lena Headey), Tyrion Lannister (Peter Dinklage), Jon Snow (Kit Harington), Margaery Tyrell (Natalie Dormer), Ramsay Snow (Iwan Rheon) et Daenerys Targaryen (Emilia Clarke).

#### Personnages principaux
- Daniel Kendrick : Gared Tuttle, écuyer de Lord Gregor Forrester et neveu de Duncan, a rejoint la Garde de Nuit pour échapper aux Whitehill[17]
- Christopher Nelson : Ethan Forrester, troisième fils de Lord Gregor Forrester et jumeau de Talia, devient Lord de Ironrath après la mort de son père[18]
- Martha Mackintosh : Mira Forrester, fille aînée de Lord Gregor Forrester et dame de compagnie de Margaery Tyrell à Port-Réal[19]
- Russ Bain : Rodrik Forrester, fils aîné et héritier de Lord Gregor Forrester, présumé mort durant les Noces Pourpres[20]
- Alex Jordan : Asher Forrester, fils cadet de Lord Gregor Forrester, en exil en Essos[16]

#### Personnages secondaires
À Port-Réal
- Lena Headey : Cersei Lannister, reine régente des Sept Couronnes
- Natalie Dormer : Margaery Tyrell, fiancée du roi Joffrey Baratheon et future reine des Sept Couronnes
- Peter Dinklage : Tyrion Lannister, frère de Cersei Lannister et Grand Argentier des Sept Couronnes
- Natasha Loring : Sera Flowers, dame de compagnie de Margaery Tyrell et amie de Mira Forrester
- Oliver Vaquer : Lord Rickard Morgryn, marchand qui s'intéresse au marché de l'Ironwood
- Robin Atkin Downes : Lord Andros, noble qui s'intéresse au marché de l'Ironwood, allié aux Whitehill
- Carl Prekopp : Lyman Lannister, cousin de la reine Cersei Lannister qui s'intéresse au commerce de l'Ironwood
- Rob Rackstraw : Garibald Tarwick, seigneur de la maison Tarwick
- Yuri Lowenthal : Tom, serviteur qui aide Mira Forrester
- Owen Thomas : Damien, garde au service des Lannister
- Fabio Tassone : Lucan, garde au service des Lannister

Dans le Nord
- Robin Atkin Downes : Lord Gregor Forrester, seigneur de la Maison Forrester et père de Rodrik, Asher, Mira, Ethan, Talia et Ryon Forrester[21]
- Lara Pulver : Lady Elissa Forrester, matriarche de la Maison Forrester et mère de Rodrik, Asher, Mira, Ethan, Talia et Ryon Forrester[22]
- Molly Stone : Talia Forrester, seconde fille de Lord Gregor Forrester et jumelle d'Ethan Forrester[23]
- Louis Suc : Ryon Forrester, dernier fils de Lord Gregor Forrester et de Lady Elissa Forrester[24]
- JB Blanc : Malcolm Branfield, frère de Lady Elissa Forrester et, avec elle, les seuls membres survivants de la Maison Branfield[25]
- Brian George : Ser Royland Degore, maître d'arme d'Ironrath au service de la Maison Forrester[26]
- Robin Atkin Downes : Duncan Tuttle, oncle de Gared et châtelain d'Ironrath au service de la Maison Forrester[27]
- David Franklin : Ortengryn, mestre de la Citadelle au service de la Maison Forrester[14]
- Geoffrey Leesley : Lord Ludd Whitehill, seigneur de Highpoint, et rival de la Maison Forrester
- Laura Bailey : Gwyn Whitehill, fille de Lord Ludd Whitehill et ancienne amante d'Asher Forrester
- Sacha Dhawan : Gryff Whitehill, quatrième fils de Lord Ludd Whitehill
- Iwan Rheon : Ramsay Snow, fils bâtard de Lord Roose Bolton, le Gouverneur du Nord
- Amy Pemberton : Elaena Glenmore, grande amie de Rodrik Forrester
- Matt Littler : Arthur Glenmore, frère d'Eleana, dirige la garde d'élite des Glenmore
- JB Blanc : Thermund, soldat au service des Forrester assassiné lors des Noces Pourpres
- Geoffrey Leesley : Norren, soldat au service des Forrester lors des Noces Pourpres
- Yuri Lowenthal : Erik, homme au service des Forrester jugé pour vol par Ethan Forrester
- Matthew Mercer : Bowen, écuyer au service des Forrester lors des Noces Pourpres
- Matthew Mercer : Fegg, homme qui rapporte le corps de Gregor et Rodrik Forrester à Ironrath
- Alastair James : Britt Warrick, soldat au service des Whitehill, responsable du massacre de la famille de Gared
- JB Blanc : Père de Gared, éleveur de porcs fidèle à Lord Gregor Forrester, tué par Britt et ses hommes
- Ron Bottitta : Harys, maître d'arme de la famille Whitehill

Au Mur et au-delà
- Kit Harington : Jon Snow, frère juré de la Garde de Nuit
- Yuri Lowenthal : Finn, recrue de la Garde de Nuit
- Joseph Balderrama : Cotter, sauvageon, recrue de la Garde de Nuit
- Jeremy Crutchley : Frostfinger, chef des nouvelles recrues de la Garde de Nuit
- Clare Louise Connolly : Sylvi, sauvageonne, sœur de Cotter

En Essos
- Toks Olagundoye : Beskha, amie d'Asher Forrester et son compagnon depuis quatre ans
- Emilia Clarke : Daenerys Targaryen, dernière héritière des Targaryen, en conquête de la Baie des Serfs
- Brian George : Tazal, commandant de la Lost Legion (Légion perdue), une compagnie de mercenaires
- Adam Leadbeater : Croft, lieutenant des Second Sons (Puînés), une compagnie de mercenaires

## Épisodes
Le jeu est divisé en six épisodes, sortant par intervalle.

### Épisode 1: De la Glace naît le Fer (Iron From Ice)
Durant les Noces Pourpres qui se déroulent aux Jumeaux, le banneret Stark, Lord Gregor Forrester, et son héritier Rodrik sont tués par les Frey. L'écuyer de Lord Forrester, Gared, est envoyé au Mur pour échapper à la vengeance des Bolton dont leur Lord est devenu Gouverneur du Nord, et Mira Forrester, fille du Lord, est dame d'honneur de la future mariée du roi, Margaery Tyrell, et agit pour soutenir sa famille à la cour de Port-Réal. Mais le jeune héritier de la Maison Forrester, Ethan, est néanmoins tué par Ramsay Snow, bâtard et homme de main du nouveau Gouverneur du Nord, Roose Bolton, afin de prendre le contrôle des précieuses réserves de ferrugier des Forrester. Lady Forrester envoie son frère, Malcolm, à la recherche de son fils Asher exilé à Essos.

### Épisode 2: Les Seigneurs perdus (The Lost Lords)
Une charrette transportant des corps des massacres des Jumeaux arrive à Ironrath, parmi eux se trouvent le corps de Lord Gregor et de Rodrik, gravement blessé mais encore vivant. Gared arrive au Mur, où il commence sa formation pour pouvoir devenir un patrouilleur de la Garde de Nuit, poste qu'il doit obtenir en raison de son devoir envers la Maison Forrester de protéger le Bosquet du Nord. Une intrigue sévit à Port-Réal, avec Mira toujours à la recherche d'un soutien de la Couronne et faisant face à la colère d'un conspirateur encore inconnu. Dans des contrées plus lointaines à Yunkai, trois jours après la libération par Daenerys, Asher est retrouvé par Malcolm Branfield, envoyé par sa mère pour le ramener à Ironrath.

### Épisode 3: L'épée dans les ténèbres (The Sword in the Darkness)
Asher, accompagné de Beskha et Malcolm, part pour Meereen dans l'espoir de trouver une armée pour pouvoir faire face à la Maison Whitehill. Pendant ce temps, à Port-Réal, Mira, pris dans la tourmente politique de la ville à la suite des événements récents, s'efforce toujours de trouver un allié puissant pour aider sa famille dans leur lutte. À Ironrath, la présence des Whitehill s'éternise avec l'arrivée du quatrième fils de Lord Whitehill, Gryff, qui prend les commandes. Gryff Whitehill cherche à imposer son autorité et sur ordre de son père, fait pression sur Rodrik Forrester et sa Maison pour les faire succomber à leur domination. Au Mur, Gared Tuttle découvre qu'il doit s'aventurer au-delà du Mur afin d'assurer la sécurité de la Maison Forrester.

### Épisode 4: Les enfants de l'Hiver (Sons of Winter)
Dans l'espoir de reprendre le contrôle d'Ironrath, Rodrik Forrester s'allie à Elaena et Arthur Glenmore qui partagent son hostilité vis-à-vis des Whitehill. Ensemble, ils élaborent un plan pour faire tomber discrètement Gryff Whitehill. À Port-Réal, la ville est dans la tourmente après l'assassinat du roi Joffrey, Mira Forrester parvient à assister au banquet donné en l'honneur du nouveau roi Tommen en vue de découvrir le plan des Whitehill qui projettent de faire tomber sa famille. Au Mur, Gared est emprisonné à la suite de ses actions ; mais il parvient à s'échapper et se dirige en direction du Bosquet du Nord, faisant face à des chasseurs sauvageons sur le chemin. En Essos, à l'extérieur de la ville esclavagiste de Meereen, Asher, Beskha et Malcolm rencontrent Daenerys Targaryen qui promet de leur offrir une armée s'ils acceptent de guider ses hommes à travers Meereen, la ville natale de Beskha.

### Épisode 5: Un Nid de Vipères (A Nest of Vipers)
En châtiment de la tentative de révolte de Rodrik, Ramsay Snow décide ne plus prendre parti, laissant les familles Forrester et Whitehill se battre entre elles. Selon les choix du joueur, Talia découvre que Royland/Duncan est le traître de la famille et Rodrik déclare la guerre à la maison rivale. En Essos, Asher, Beskha et Malcolm sont contraints de chercher un nouveau groupe de soldats après l'échec de leurs négociations avec Daenerys Targaryen. Asher tente alors de convaincre un groupe de mercenaires de rejoindre le combat de sa famille à Westeros. Au-delà du Mur, Gared et ses compagnons sont pris en embuscade par des marcheurs blancs et sont forcés de continuer vers le nord, à la recherche du Bosquet du Nord. À Port-Réal, Mira est intimidée par Cersei et forcée de récupérer des informations auprès de Tyrion dans les cellules noires. Lorsqu'Asher parvient à Ironrath avec son groupe de soldats et retrouve son frère, les deux hommes et leurs soldats se retrouvent piégés par une embuscade des hommes de Gryff. Pour assurer la fuite de tous, Asher/Rodrik (selon le choix du joueur) décide de rester en retrait pour gagner du temps et empêcher la herse de se refermer.

### Épisode 6: Le Dragon de Glace (The Ice Dragon)
Gared réussit à trouver le Bosquet du Nord, qui dévoile un énorme pouvoir. Il devra choisir entre sauver la maison Forrester ou protéger le Bosquet du Nord.
Mira doit faire face à Lord Morgwyn, qui l'oblige à l'épouser si elle ne veut pas mourir.
Quant à Rodrik et Asher, deux versions sont possibles mais finissent tout de même par la défaite des Forrester. Le "Lord Forrester" ainsi que Talia survivent. Le traître viendra à la fin, si on lui a laissé la vie sauve. Sinon, la sentinelle survit.
Asher: Lord Whitehill proposera à Asher de se rendre et d'épouser Gwyn Whitehill, la femme dont Asher tomba amoureux au moment de son adolescence. Plusieurs personnages proposeront des plans pour tuer Lord Whitehill : le poison ou l'embuscade. 
Si vous choisissez le poison Lord Whitehill aura un doute sur son vin et Lady Forrester voudra se sacrifier pour le tuer.
Vous pouvez la laisser faire, ou l'arrêter dans son élan.
Si vous choisissez l'embuscade, vous ne tuerez pas Lord Whitehill mais vous tuerez son fils.
Avant d'exécuter votre plan, Gwyn Whitehill voudra parler à Asher pour savoir si sa famille est en danger. Vous pouvez choisir ici d'annuler le plan et de vous rendre. Mais Lady Forrester s'attaquera à Lord Whitehill.
Rodrik: Lord Whitehill mettra le feu aux poudres en montrant la tête d'Asher sur une pique. Rodrik ira au camp des Whitehill pour libérer Ryon. Selon votre choix, vous tuerez soit Lord Whitehill, soit Gryff. Il va combattre à la bataille de Ironrath, qu'il perdra.
La fin de la saison finit avec Beskha qui s'enfuit avec Ryon.